# Приднестровский государственный институт искусств
Приднестро́вский госуда́рственный институ́т иску́сств — государственное высшее учебное заведение в Приднестровье.

## История
22 августа 2013 года институт получил официальную регистрацию и был создан путём слияния Приднестровского высшего музыкального колледжа и бендерского художественного училища. В этом же году на базе института был создан Центр методического обеспечения и повышения квалификации для работников культуры.
Первым ректором института была Елена Самбриш. Нынешний ректор — Плешкан Ирина Владимировна.
Обучение ведётся очно и заочно. В институте обучаются не только жители Приднестровья, но и граждане из стран ближнего и дальнего зарубежья. Студенты получают образование как на бюджетной основе, так и платно. 
Выпускники учебного заведения работают во всех сферах культуры, в частности, в государственных профессиональных коллективах: Государственный симфонический оркестр ПМР, Приднестровский государственный цирк, Приднестровский государственный ансамбль танца и народной музыки «Виорика», Приднестровский государственный хор, квинтет «Либерти» и т. д.
С 2001 года в институте ежегодно проводится международный фестиваль «Этно-джаз».

## Известные выпускники[10]
- Ольга Варвус[11][12].
- SunStroke Project[13]
- Парфений, Павел Александрович[14]
- Степанов, Сергей Игоревич[15]
- Чобану, Нелли
- Элизбар
- Рагоза, Антон Валерьевич[16]